# Dawid Sołdecki
Dawid Sołdecki, né le 29 avril 1987 à Krasnystaw, est un footballeur polonais. Il évolue au poste de défenseur central avec le club d'Arka Gdynia.

## Biographie
Lors de la saison 2015-2016, il inscrit quatre buts en première division polonaise.
Lors de la saison 2017-2018, il joue deux matchs en Ligue Europa avec le club d'Arka Gdynia.

## Palmarès
- Vainqueur de la Supercoupe de Pologne en 2017 avec l'Arka Gdynia